# Carmonita (kommunhuvudort)
Carmonita är en kommunhuvudort i Spanien.   Den ligger i provinsen Provincia de Badajoz och regionen Extremadura, i den centrala delen av landet, 270 km sydväst om huvudstaden Madrid. Carmonita ligger 383 meter över havet och antalet invånare är 622.
Terrängen runt Carmonita är platt åt sydväst, men åt nordost är den kuperad.Runt Carmonita är det ganska glesbefolkat, med 24 invånare per kvadratkilometer. Närmaste större samhälle är Alcuéscar, 9,9 km öster om Carmonita. Omgivningarna runt Carmonita är huvudsakligen savann.